# Oriundo
 (octobre 2017).
Si vous disposez d'ouvrages ou d'articles de référence ou si vous connaissez des sites web de qualité traitant du thème abordé ici, merci de compléter l'article en donnant les références utiles à sa vérifiabilité et en les liant à la section « Notes et références ».
Le terme oriundo (oriundi au pluriel) est un nom italien qui désigne, dans son sens le plus général, un immigré d'origine italienne et vivant hors d'Italie, ainsi que ses descendants. Son utilisation a évolué pour maintenant désigner un sportif, et très fréquemment un footballeur ou rugbyman sud-américain qui, ayant des origines italiennes, est revenu en Italie pour y faire sa carrière. Dans son acception la plus stricte, l'oriundo, lors de sa carrière en Italie, reprend la nationalité italienne et est appelé à jouer pour l'équipe d'Italie de football ou pour l'équipe d'Italie de rugby à XV. Ce terme a aussi été utilisé avec la même signification en Espagne.

## Origine du mot
Le mot oriundo vient de l'italien et signifie originaire (de). Ce terme vient lui-même du latin oriri qui signifie naître.

## Définition de l'oriundo
Pour être un oriundo, au sens strict et sportif du terme, il faut remplir plusieurs critères :
- être d'origine italienne (en pratique, avoir un de ses parents ou un de ses grands-parents ayant la nationalité italienne) ;
- être né hors d'Italie ;
- ne pas être de nationalité italienne stricte (c'est-à-dire soit avoir une simple nationalité non italienne soit avoir une double nationalité dont l'italienne) ;
- revenir en Italie et jouer pour un club italien ;
- éventuellement, prendre la nationalité italienne si le joueur ne l'avait pas encore ;
- devenir international pour l'Équipe d'Italie de football ou pour l'Équipe d'Italie de rugby à XV.

Le changement des règles d'admissibilité en sélection nationale au niveau du football et du rugby a amené à la raréfaction des oriundi au sens strict du terme. Les changements démographiques en Italie (baisse de l'émigration et augmentation de l'immigration) ont aussi amené à une nouvelle catégorie d'oriundi : des joueurs d'origine étrangère, naissant et/ou grandissant en Italie, ayant une double nationalité et choisissant de porter les couleurs italiennes plutôt que celles de leur pays d'origine.

## Évolution des oriundi
Le nombre d'oriundi dans l'histoire est lié étroitement aux possibilités de changement de nationalité sportive. Voici un petit historique des règles d'éligibilité à une sélection nationale de football :
- jusqu'au 18 juin 1962, la nationalité sportive correspondait à la nationalité administrative. Ainsi, n'importe quel joueur naturalisé italien devenait éligible pour l'Équipe d'Italie de football, quel que soit son passé international ;
- à partir du 18 juin 1962, la FIFA instaura de nouvelles règles, précisément pour contrer le phénomène trop massive des oriundi (il n'y avait pas que l'Italie ; la France et l'Espagne connaissaient des situations similaires), interdisant les naturalisations sportives. Ainsi, aucun nouveau oriundi n'a pu apparaître jusqu'au changement de 1964 ;
- à partir de 1964, de nouvelles règles remplacent celles de 1962 : un joueur, aux conditions expresses qu'il n'avait pas eu de sélections internationales dans le passé pour un autre pays et qu'un de ses deux parents étaient nés dans le pays d'origine, pouvait, en cas de naturalisation administrative, jouer pour son nouveau pays. Cela eut pour effet de permettre l'arrivée d'une nouvelle vague d'oriundi, mais moins importante que par le passé, car pour certains oriundi potentiels, il fallait remonter aux grands-parents pour trouver trace d'une naissance à l'étranger et ils n'étaient donc pas éligibles ;
- à partir de 1993, les conditions ont été allégées et il n'y avait plus besoin qu'un des deux parents soit né dans le pays d'origine, les simples faits de n'avoir connu aucune sélection internationale par le passé et d'avoir une nouvelle nationalité administrative suffisaient. Cela permettait à certains oriundi de pouvoir de nouveaux postuler à une naturalisation sportive, mais le phénomène ne retrouva jamais l'ampleur d'avant 1962 ;
- depuis 2004, les règles d'éligibilité à une sélection nationale ont été redéfinies par la FIFA et sont les suivantes :

1. soit le père ou la mère du joueur est originaire du pays où le joueur veut être sélectionné,
2. soit l'un des grands-pères ou l'une des grands-mères du joueur est originaire du pays où le joueur veut être sélectionné,
3. soit le joueur lui-même est né dans le pays où il veut être sélectionné,
4. soit le joueur a passé les deux dernières années dans le pays où il veut être sélectionné.

Ensuite, une fois que le joueur a honoré une sélection avec un pays, il ne peut plus en changer. De plus, pour les joueurs ayant connu des sélections internationales en équipe de jeunes, il faut qu'à 21 ans, ils fassent le choix définitif du pays pour lequel ils souhaitent être éligibles en sélection.
On voit que les conditions se sont allégées, notamment grâce à la condition 4, mais il n'y a pas eu d'afflux massif de nouveaux oriundi à la suite de ces mesures.

## Liste des footballeurs oriundi
| Joueur                             | Pays d'origine              | Équipe d'Italie | Équipe d'Italie | Moins de 23 ans | Moins de 23 ans | Équipe d'Italie espoirs | Équipe d'Italie espoirs |
| Joueur                             | Pays d'origine              | Matches         | Buts            | Matches         | Buts            | Matches                 | Buts                    |
| ---------------------------------- | --------------------------- | --------------- | --------------- | --------------- | --------------- | ----------------------- | ----------------------- |
| Ermanno Aebi                       | Suisse                      | 2               | 3               | 0               | 0               | 0                       | 0                       |
| José Altafini                      | Brésil                      | 6               | 5               | 0               | 0               | 2                       | 3                       |
| Michele Andreolo                   | Uruguay                     | 26              | 1               | 0               | 0               | 0                       | 0                       |
| Antonio Valentín Angelillo         | Argentine                   | 2               | 1               | 0               | 0               | 1                       | 0                       |
| Emilio Badini                      | Argentine                   | 2               | 1               | 0               | 0               | 0                       | 0                       |
| Mauro Camoranesi                   | Argentine                   | 53              | 5               | 0               | 0               | 0                       | 0                       |
| Renato Cesarini                    | Argentine                   | 11              | 3               | 0               | 0               | 0                       | 0                       |
| Arturo Chini Ludueña               | Argentine                   | 0               | 0               | 6               | 4               | 0                       | 0                       |
| Dino da Costa                      | Brésil                      | 1               | 1               | 1               | 0               | 0                       | 0                       |
| Alessandro de Maria                | Brésil                      | 0               | 0               | 2               | 3               | 0                       | 0                       |
| Hernán Paolo Dellafiore            | Argentine                   | 0               | 0               | 0               | 0               | 1                       | 0                       |
| Attilio Demaria                    | Argentine                   | 13              | 3               | 4               | 4               | 0                       | 0                       |
| Alfredo Devincenzi                 | Argentine                   | 0               | 0               | 1               | 0               | 0                       | 0                       |
| Roberto Di Matteo[réf. nécessaire] | Suisse                      | 34              | 2               | 0               | 0               | 0                       | 0                       |
| Ricardo Faccio                     | Uruguay                     | 5               | 0               | 2               | 0               | 0                       | 0                       |
| Ottavio Fantoni                    | Brésil                      | 1               | 0               | 0               | 0               | 0                       | 0                       |
| Francesco Fedullo                  | Uruguay                     | 2               | 3               | 4               | 3               | 0                       | 0                       |
| Emanuele Figliola                  | Uruguay                     | 0               | 0               | 3               | 1               | 0                       | 0                       |
| Eddie Firmani                      | Afrique du Sud / Angleterre | 3               | 2               | 1               | 0               | 0                       | 0                       |
| Enrico Flamini                     | Argentine                   | 0               | 0               | 1               | 0               | 0                       | 0                       |
| Fernando Martín Forestieri         | Argentine                   | 0               | 0               | 0               | 0               | 1                       | 0                       |
| Francesco Frione                   | Uruguay                     | 0               | 0               | 4               | 1               | 0                       | 0                       |
| Jorge Luiz Frello                  | Brésil                      | 22              | 4               | 0               | 0               | 0                       | 0                       |
| Elisio Gabardo                     | Brésil                      | 0               | 0               | 1               | 0               | 0                       | 0                       |
| Alcide Ghiggia                     | Uruguay                     | 5               | 1               | 0               | 0               | 0                       | 0                       |
| Enrique Guaita                     | Argentine                   | 10              | 5               | 1               | 2               | 0                       | 0                       |
| Anfilogino Guarisi                 | Brésil                      | 6               | 1               | 2               | 1               | 0                       | 0                       |
| Paolo Innocenti                    | Brésil                      | 0               | 0               | 4               | 0               | 0                       | 0                       |
| Julio Libonatti                    | Argentine                   | 17              | 15              | 0               | 0               | 0                       | 0                       |
| Francisco Lojacono                 | Argentine                   | 8               | 5               | 2               | 0               | 0                       | 0                       |
| Massimo Margiotta                  | Venezuela                   | 0               | 0               | 0               | 0               | 8                       | 1                       |
| Rinaldo Martino                    | Argentine                   | 1               | 0               | 0               | 0               | 0                       | 0                       |
| Ernesto Mascheroni                 | Uruguay                     | 2               | 0               | 0               | 0               | 0                       | 0                       |
| Humberto Maschio                   | Argentine                   | 2               | 0               | 1               | 0               | 0                       | 0                       |
| Luisito Monti                      | Argentine                   | 18              | 1               | 0               | 0               | 0                       | 0                       |
| Miguel Montuori                    | Argentine / Chili           | 12              | 2               | 0               | 0               | 0                       | 0                       |
| Giovanni Moscardini                | Écosse                      | 9               | 7               | 0               | 0               | 0                       | 0                       |
| Thiago Motta                       | Brésil                      | 23              | 1               | 0               | 0               | 0                       | -                       |
| Raimondo Orsi                      | Argentine                   | 35              | 13              | 0               | 0               | 0                       | 0                       |
| Pablo Osvaldo                      | Argentine                   | 2               | 0               | 0               | 0               | 12                      | 2                       |
| Emerson Palmieri                   | Brésil                      | 7               | 0               | 0               | 0               | 0                       | 0                       |
| Bruno Pesaola                      | Argentine                   | 1               | 0               | 6               | 0               | 0                       | 0                       |
| Simone Perrotta                    | Angleterre                  | 48              | 2               | 0               | 0               | 6                       | 1                       |
| Roberto Porta                      | Uruguay                     | 1               | 0               | 1               | 0               | 0                       | 0                       |
| Ettore Puricelli                   | Uruguay / Argentine         | 1               | 1               | 0               | 0               | 0                       | 0                       |
| Eduardo Ricagni                    | Argentine                   | 3               | 2               | 0               | 0               | 0                       | 0                       |
| Humberto Rosa                      | Argentine                   | 0               | 0               | 1               | 0               | 0                       | 0                       |
| Giuseppe Rossi                     | États-Unis                  | 30              | 7               | 6               | 6               | 16                      | 5                       |
| Attila Sallustro                   | Paraguay                    | 2               | 1               | 2               | 1               | 0                       | 0                       |
| Raffaele Sansone                   | Uruguay                     | 3               | 0               | 3               | 0               | 0                       | 0                       |
| Ezequiel Schelotto                 | Argentine                   | 0               | 0               | 0               | 0               | 1                       | 0                       |
| Juan Alberto Schiaffino            | Uruguay                     | 4               | 0               | 0               | 0               | 0                       | 0                       |
| Alessandro Scopelli                | Argentine                   | 1               | 0               | 0               | 0               | 0                       | 0                       |
| Pedro Sernagiotto                  | Brésil                      | 0               | 0               | 1               | 0               | 0                       | 0                       |
| Omar Sivori                        | Argentine                   | 9               | 8               | 0               | 0               | 0                       | 0                       |
| Angelo Benedicto Sormani           | Brésil                      | 7               | 2               | 1               | 1               | 0                       | 0                       |
| Rafael Tolói                       | Brésil                      | 0               | 0               | 0               | 0               | 0                       | 0                       |
| Ulisse Uslenghi                    | Uruguay / Argentine         | 0               | 0               | 1               | 0               | 0                       | 0                       |

## Liste des rugbymen oriundi
| Joueur                  | Pays d'origine      |
| Matías Agüero           | Argentine           |
| David Bortolussi        | France              |
| Gonzalo Canale          | Argentine           |
| Pablo Canavosio         | Argentine           |
| Ange Capuozzo           | France              |
| Martin Castrogiovanni   | Argentine           |
| Oscar Collodo           | Suisse              |
| Santiago Dellapè        | Argentine           |
| Diego Dominguez         | Argentine           |
| Mark Giacheri           | Australie           |
| Louis Lynagh            | Australie           |
| Ramiro Martinez-Frugoni | Argentine           |
| Luke McLean             | Australie           |
| Alessandro Moreno       | Argentine           |
| Carlos Nieto            | Argentine           |
| Luciano Orquera         | Argentine           |
| Aaron Persico           | Nouvelle-Zélande    |
| Ramiro Pez              | Argentine           |
| Matt Pini               | Australie           |
| Federico Pucciariello   | Argentine           |
| Josh Sole               | Nouvelle-Zélande    |
| Marko Stanojevic        | Angleterre / Serbie |
| Tony Testa              | France              |
| Laurent Travini         | France              |
| Nick Zisti              | Australie           |